# Fundação Osório
A Fundação Osorio localiza-se no bairro do Rio Comprido, cidade e estado do Rio de Janeiro, no Brasil. É uma instituição federal de ensino público e gratuito, vinculada ao Ministério da Defesa, que oferece vagas nos Ensinos Fundamental (1° ao 9° anos) e Médio-Profissionalizante (Técnico em Administração e Técnico em Meio Ambiente).
Inicialmente criada para atender exclusivamente às filhas órfãs de militares, expandiu-se e passou também a atender a filhas de militares e, posteriormente, meninas da comunidade. A partir de 1993, passa a atender a meninas e meninos, filhos de militares e civis em geral.

## História

### Antecedentes
Ao final da Guerra da Tríplice Aliança (1864-1870), diversos chefes militares demonstraram a sua preocupação com a educação dos filhos e filhas de seus comandados, falecidos naquele conflito em defesa da Pátria.
Em 1889, graças ao empenho do conselheiro Tomás Coelho, era criado o Imperial Colégio Militar, destinado a acolher os meninos órfãos de militares.

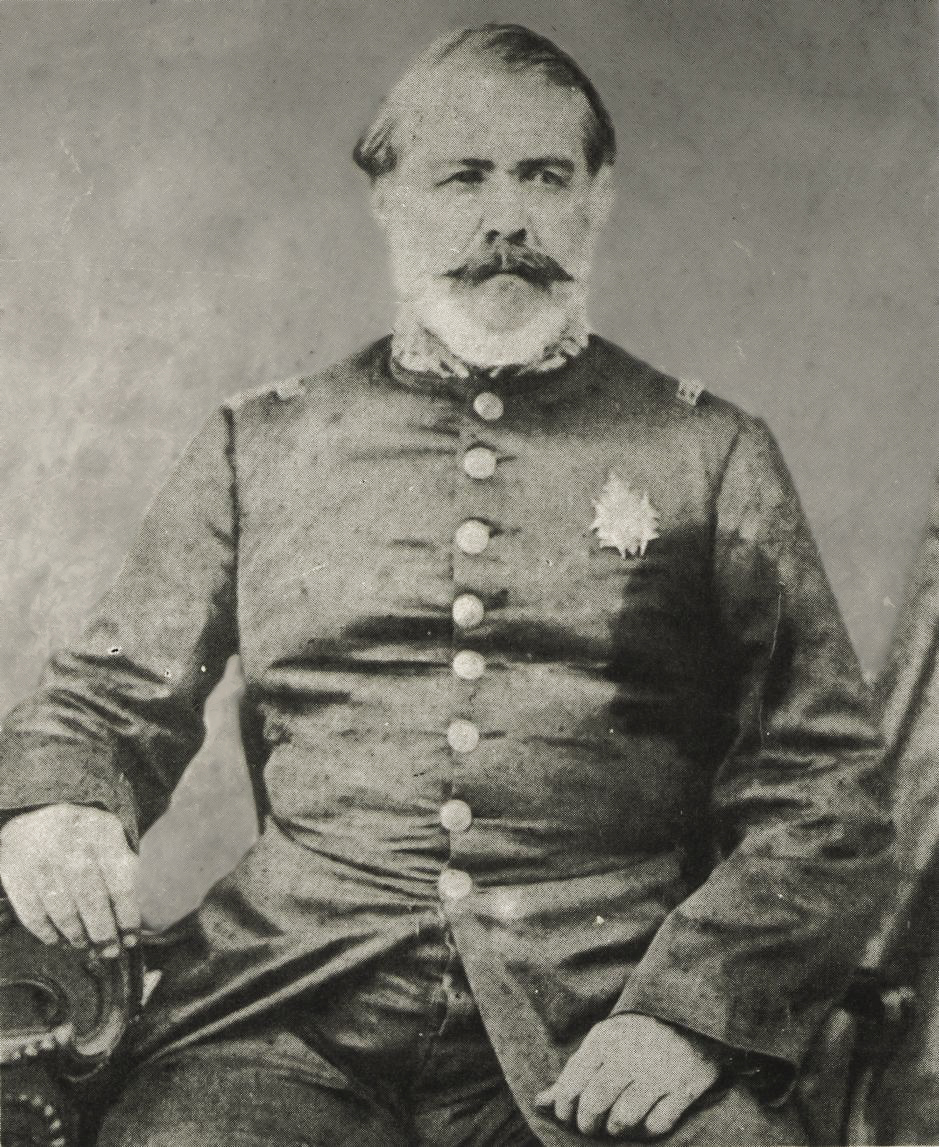
Marechal Manoel Luis Osorio - Patrono da Fundação Osorio

A ideia de se estabelecer um educandário destinado a atender às órfãs de militares tomou forma em 1907, quando três professores militares, os tenentes-coronéis Jônatas de Melo Barreto e Antônio José Dias de Oliveira, e o capitão José Feliciano Lobo Viana, visitaram o Marechal João Nepomuceno de Medeiros Mallet, propondo-lhe a constituição de uma comissão que organizasse as comemorações do Centenário do Nascimento do Marechal Osorio, a ocorrerem no ano seguinte. Uma das metas dessa comissão seria a criação de um orfanato destinado às órfãs de militares do Exército e da Armada.
O marechal Medeiros Mallet, quando ministro da Guerra no governo do Presidente Campos Sales (1898-1902), arcava, às próprias expensas, com a educação de algumas órfãs de militares, com a quantia de dez contos de réis.
Após esse encontro, os quatro militares procuraram o então ministro da Guerra, marechal Hermes Rodrigues da Fonseca, que manifestou apoio e ajuda para criação da comissão e do orfanato.
Mesmo diante do falecimento do marechal Medeiros Mallet, em dezembro de 1907, formou-se a Comissão Promotora do Centenário do General Osorio, composta por oficiais do Exército e da Marinha, civis e representantes da imprensa. As comemorações tiveram imponência, conforme registrado pelos periódicos à época.

### Como Orphanato Osorio

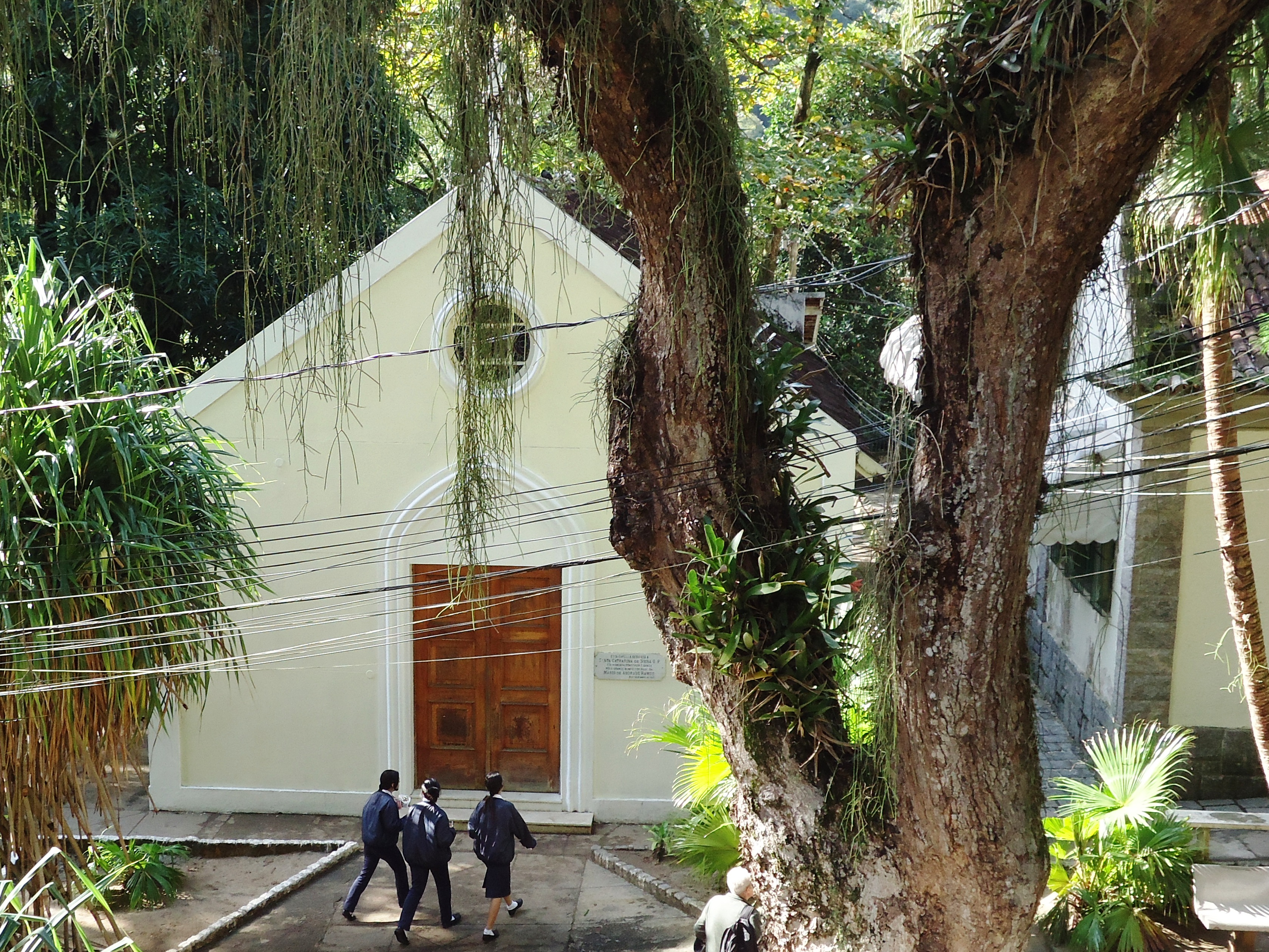
Fundação Osorio: Capela.

Ao final das festividades, em 18 de junho de 1908, a Comissão se transformou na Associação Mantenedora do Orphanato Osorio, cuja presidência ficou a cargo do General Luís Mendes de Morais.
O orfanato seria instalado no então Palácio do Duque de Saxe, cedido pelo Governo Federal à Associação. Por motivos financeiros, entretanto, a associação encerrou as suas atividades em 1911.
Em 1921, graças aos esforços do desembargador Pedro de Alcântara Nabuco de Abreu, Desembargador da Corte de Apelação do Distrito Federal, e do Dr. João Pessoa Cavalcanti de Albuquerque, Ministro civil do Superior Tribunal Militar, era expedido o Decreto nº 4.235, de 04 de janeiro de 1921 que autorizava a instalação do Orphanato Osorio e posteriormente o Decreto  n° 14.856, de 1 de junho de 1921, que criava o Orphanato Osorio.

### A Fundação Osorio

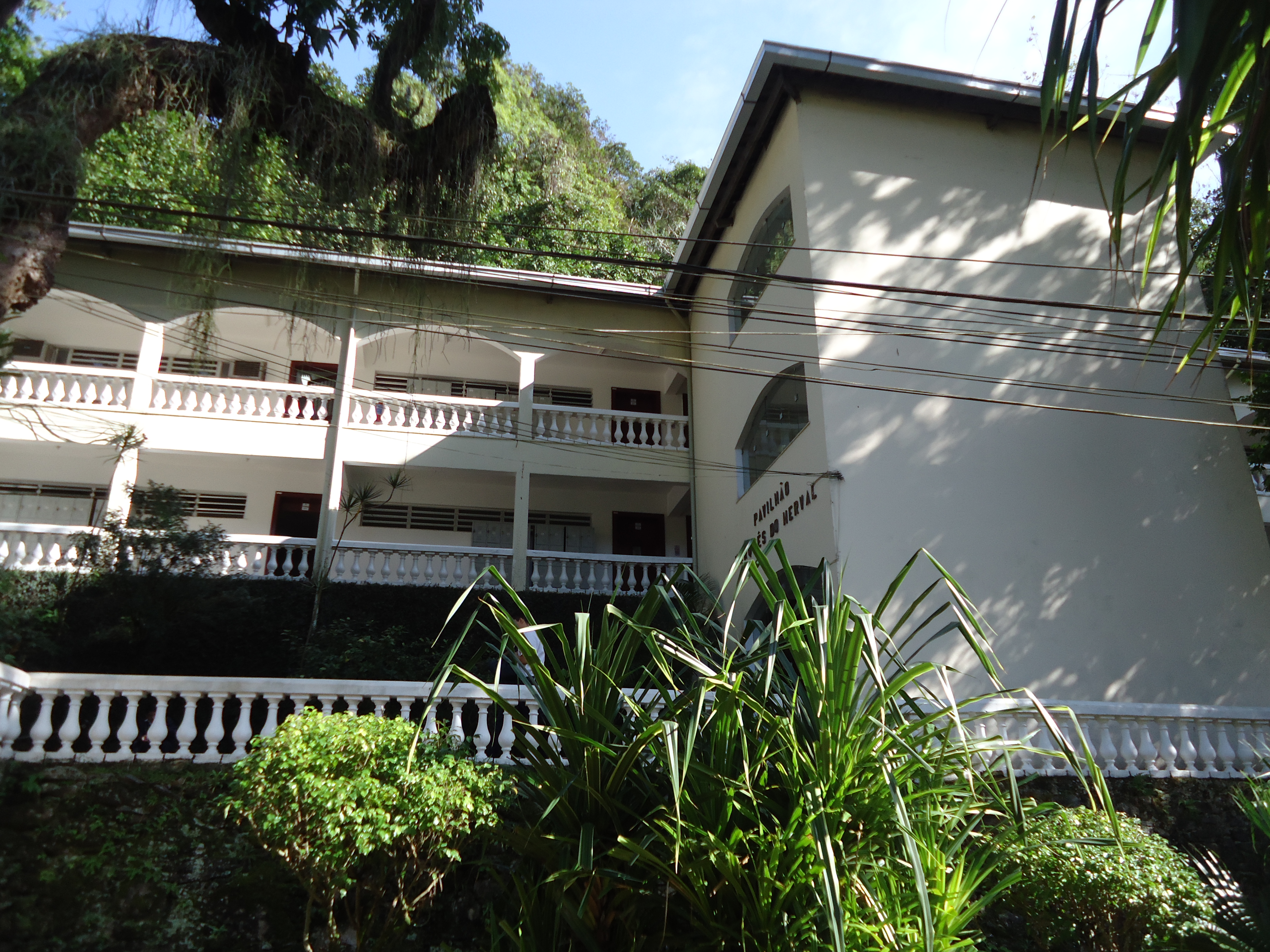
Fundação Osorio: Pavilhão Marquês do Herval (Ensino Médio).

Após diversas dificuldades, causadas entre outros fatores pelo fato de que o Orfanato havia sido subordinado ao Patronato de Menores, entidade de assistência e previdência privada, pelo Decreto de 27 de fevereiro de 1924, a instituição alcançou autonomia, com o nome de Fundação Osorio. A sua Diretoria tomou posse a 8 de março do mesmo ano, com a presidência a cargo do Desembargador Nabuco de Abreu.

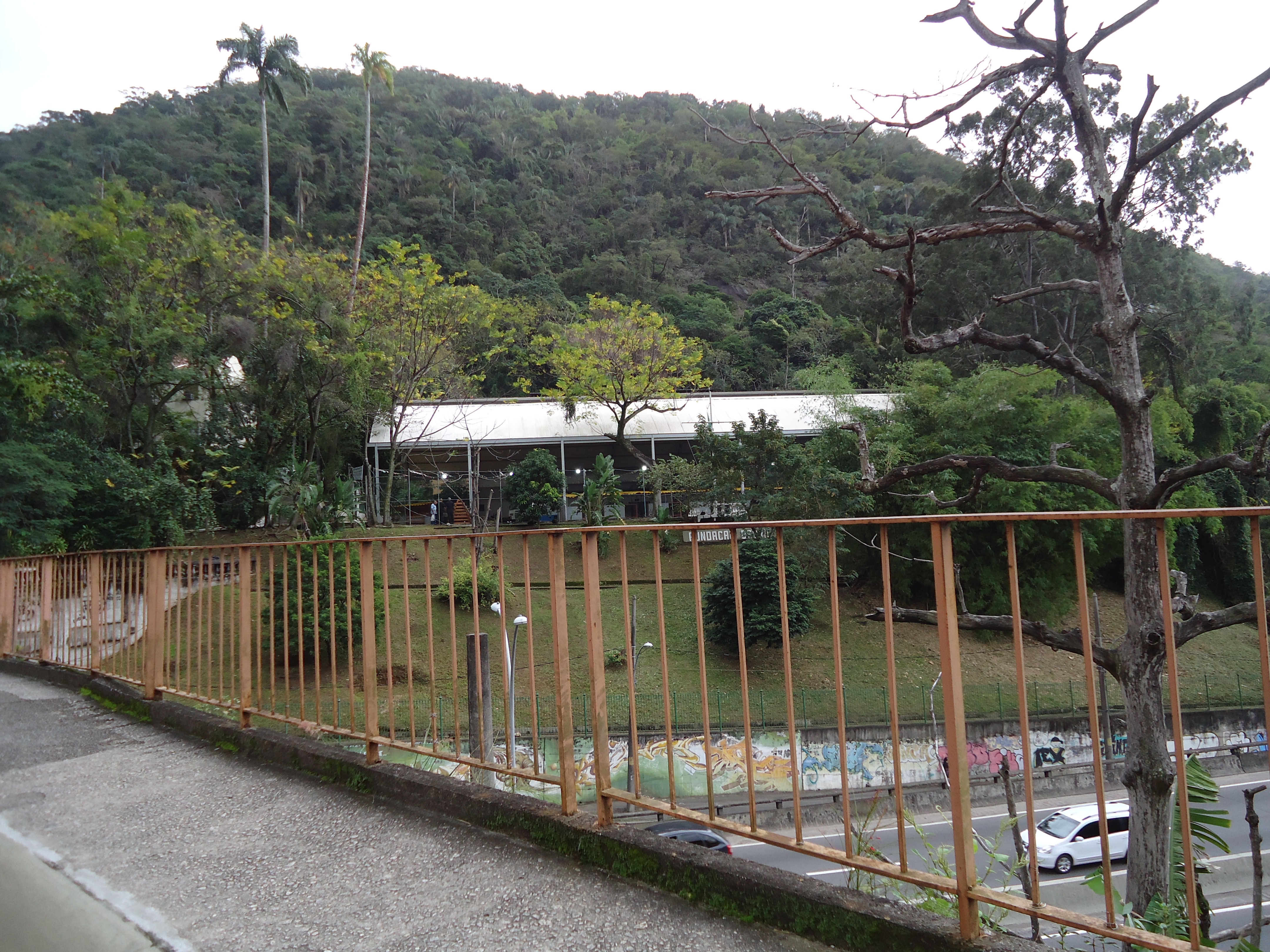
Fundação Osorio: Pavilhão Desportivo.

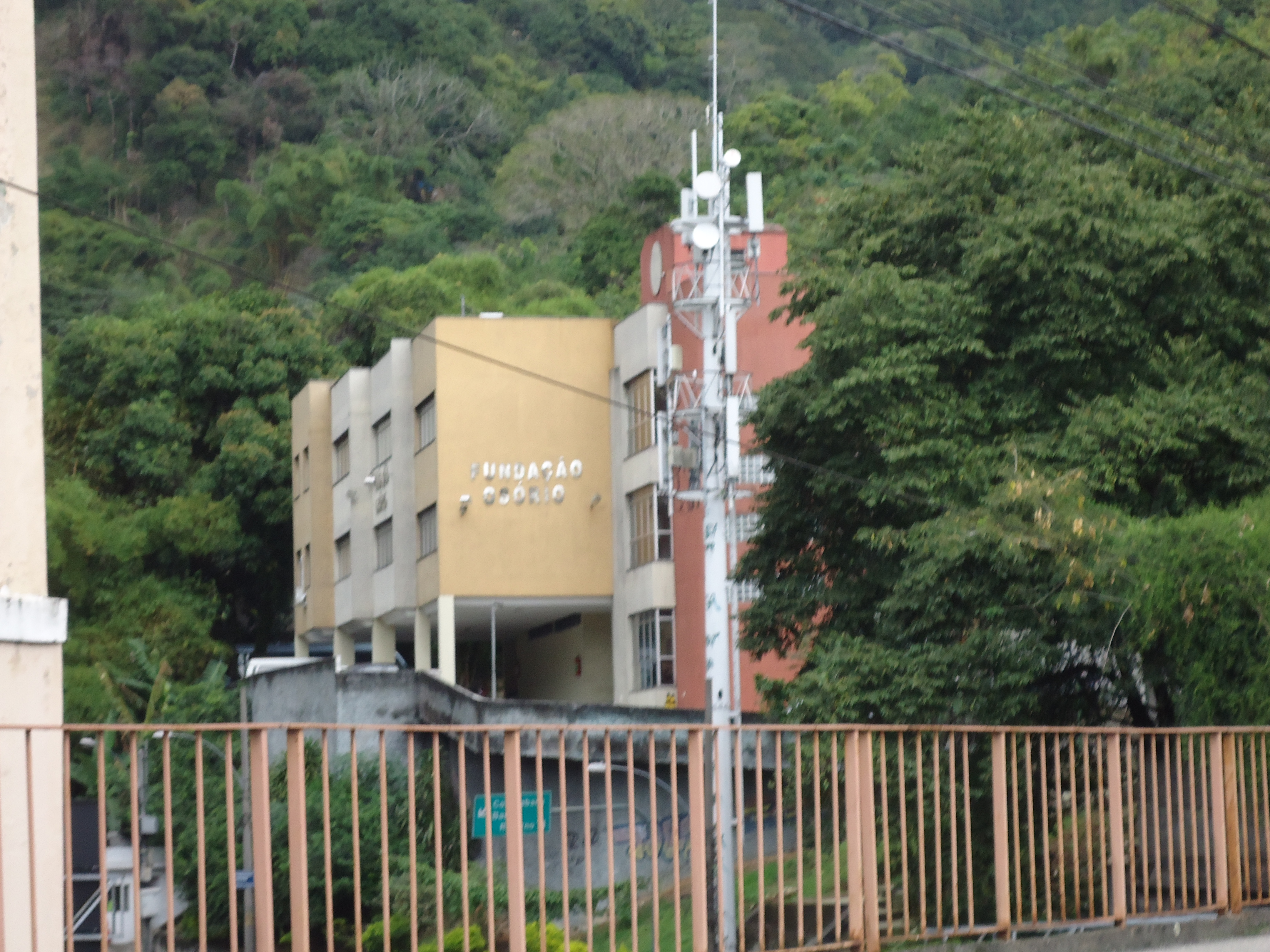
Fundação Osorioː Vista do Prédio Cel. Fontes.

Com a receita oriunda da venda do Palácio Duque de Saxe, a diretoria da Fundação adquiriu os terrenos localizados na rua Paula Ramos, então bairro de Santa Alexandrina, para a instalação do educandário. As obras nesses terrenos iniciaram-se em 1925, com projeto do Engenheiro Armando de Oliveira. 

### Atividades complementares
Complementam as atividades pedagógicas, a participação anual nos Jogos da Amizade, na Feira de Ciências do Instituto Militar de Engenharia, nas Olimpíadas de Matemática e de Astronomia, os Concursos Literários, as apresentações internas e externas do Coral, da Mini-Orquestra, as participações em competições esportivas e em diversas solenidades cívicas.

Nas instalações da Fundação funcionam ainda um Distrito Bandeirante e a Associação de Pais e Alunos (APAFO).

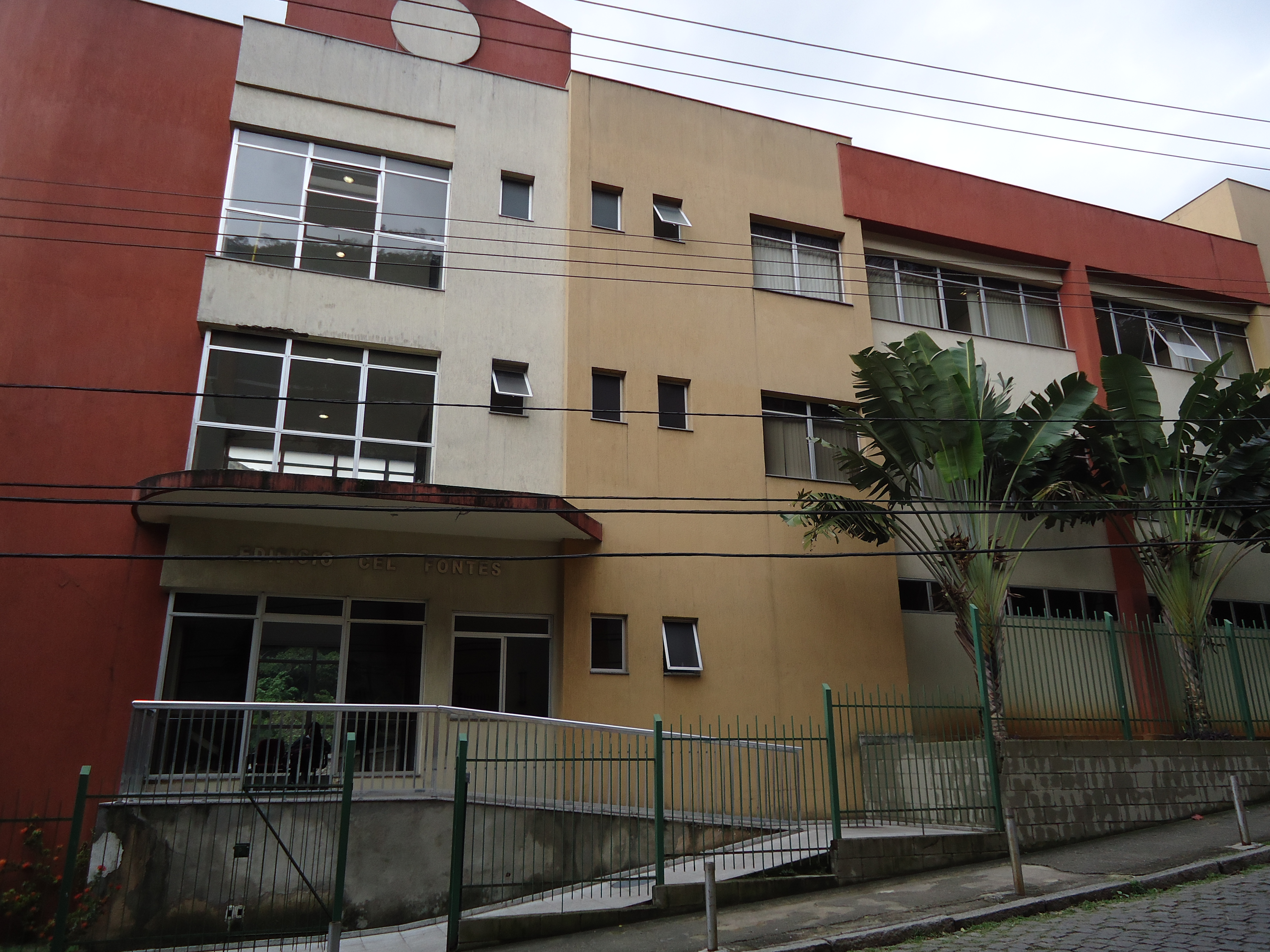
Fundação Osorio: Vista do Prédio Cel. Fontes.

## Comunicação Social
A divulgação da Fundação Osorio, por meio da Divisão de Comunicação Social, é feita mediante a impressão do tradicional Boletim Informativo, geralmente com 2 (duas) edições anuais, e da revista O Legendário.

## Missão
Ministrar a educação básica e profissional aos dependentes legais de militares do Exército e das demais Forças Singulares desenvolvendo competência para o trabalho e exercício da cidadania.

### Lema
O lema da Fundação é 'Donare ad docendum', ou seja, doar-se para ensinar. Outra frase usada como lema da instituição é 'Formando hoje o cidadão do amanhã'.

### Juramento da Fundação Osorio
Incorporando-me à esta casa,
prometo cumprir meus deveres de aluno,
ser assíduo, pontual, disciplinado, respeitar a todos que nela trabalham,
para tornar-me digno das tradições,
da gloriosa Fundação Osorio.

## Símbolos da Fundação Osorio

### Hino da Fundação Osorio
Autor: Não há registros sobre o autor
Transcrição de modo auditivo: Mônica Zambranno
Arranjo: 2o. Sargento Wilson Rodrigues Leal

Ó Brasil, terra querida
Berço de altivos guerreiros
Que fortes foram na luta
E na paz bons brasileiros
Nossa Escola bem nos fala
Com orgulho tão sagrado
De um valente homem de guerra
De um grande herói do passado
Refrão (2x)
Osorio, nome de glória
Que este coro juvenil
Repetirá muitas vezes
Para orgulho do Brasil
Parte 2
General inesquecível
Nós te exaltamos aqui
Na guerra fostes tão bravo
Nosso herói de Tuiuti
A Osorio a certeza
De saber que do passado
Ficará em nossa história
O teu nome firme gravado
Refrão (2x)

### Estandarte Histórico
Estandarte Histórico do Fundação Osorio tem a seguinte descrição heráldica: Estandarte com forma retangular, tipo bandeira universal e franjada de ouro, medindo 0,80m x 1,10m. 
Campo franchado de verde e amarelo, cores nacionais. No coração, o brasão representativo da Fundação Osorio, escudo estilo inglês, terciado em mantel e filetado de dourado, mantelado em arcos por coticas de ouro, sendo a borda destra de azul, a sinistra de vermelho e a ponta de cinza claro. Sobre a primeira borda, uma âncora (ferro naval com cabo) em ouro e, sobre a segunda, um castelo, também dourado, com poterna e janelas abertas. No chefe, repousa uma estrela alada em cinza claro, que ostenta dois círculos de ouro entrelaçados sobre seu centro. Todo conjunto possui detalhes dourados.
No chefe do estandarte, o dístico, em arco Fundação, em letras de ouro. Na ponta do estandarte, o dístico Osorio, em letras de ouro. Laço militar nas cores nacionais com o indicativo da instituição, em ouro

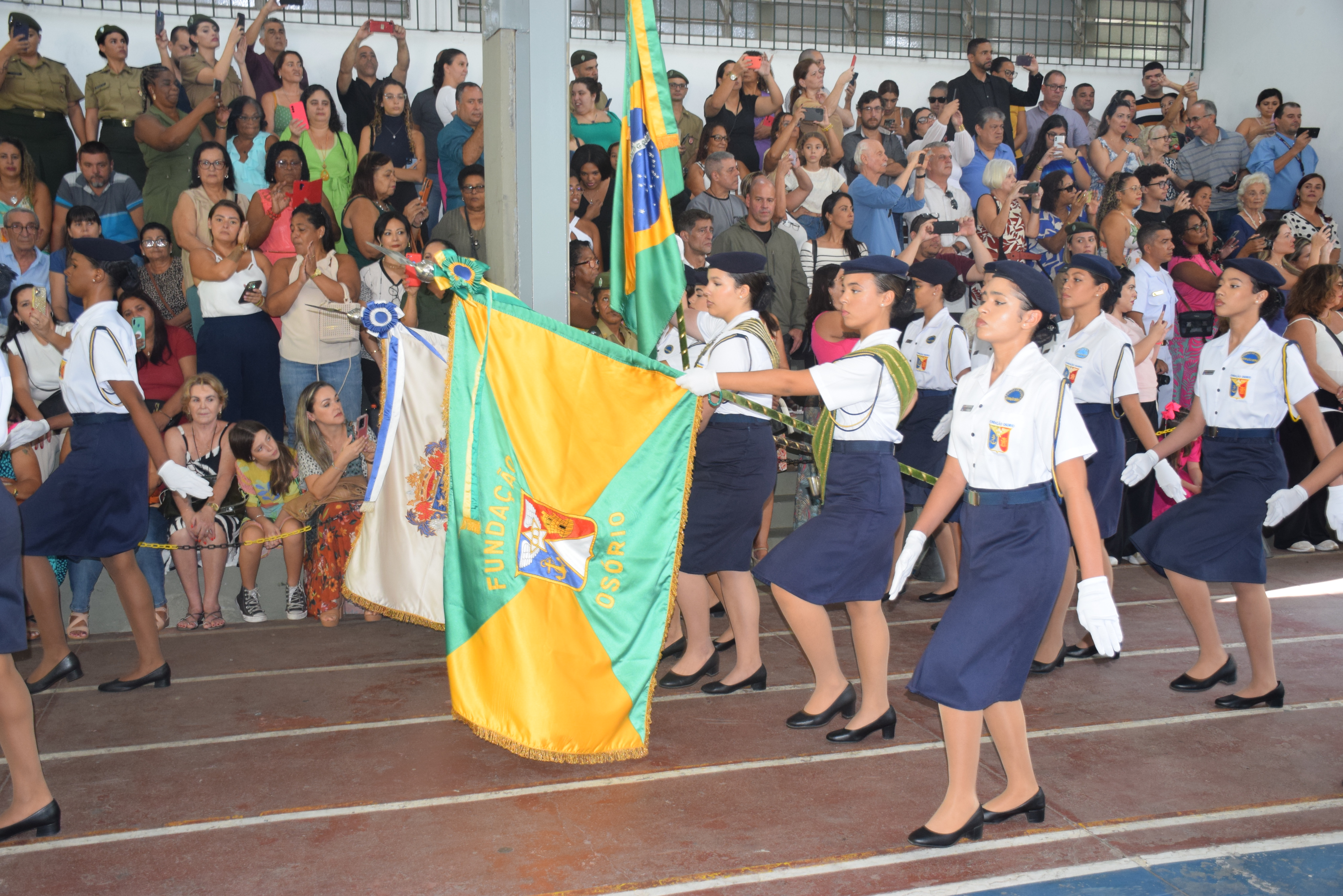
Formatura 10 de maio de 2024 - Foto do pavilhão da Fundação Osório, onde se verifica o escudo da instituição ao centro.

### Escudo[5]

#### Descrição Heráldica:
Código de cores: Azul: #0242C0 Vermelho: #DB322B Cinza: #E8E9E4 Amarelo: #F7BD1F
Escudo estilo inglês, terciado em mantel e filetado de dourado, mantelado em arcos por coticas de ouro, sendo a borda destra de azul, a sinistra de vermelho e a ponta de cinza claro. Sobre a primeira borda, uma âncora (ferro naval com cabo) em ouro e, sobre a segunda, um castelo, também dourado, com poterna e janelas abertas. No chefe, repousa uma estrela alada em cinza claro, que ostenta dois círculos de ouro entrelaçados sobre seu centro. Todo conjunto possui detalhes dourados.

#### Interpretação heráldica:
O azul e o vermelho são as cores heráldicas do Exército Brasileiro (EB). Elas revivem o esplendor das cores dos uniformes e de seus detalhes, usados na Guerra da Tríplice Aliança pelas tropas brasileiras de mar e de terra. 
As conseqüências daquele conflito, que incluíam famílias desassistidas em virtude das mortes de seus chefes, motivaram a idealização de um orfanato para meninas. Este, chamado de “Orphanato Osorio”, posteriormente, foi transformado na Fundação Osorio. 
A âncora representa a então Armada Nacional, atual Marinha do Brasil (MB) e o castelo, símbolo da Engenharia, representa o Exército Brasileiro. Com o passar do tempo, este emblema ficou marcado no imaginário militar como sendo o representativo do Ensino, dos Colégios Militares, da Escola Preparatória e da Escola Militar. Sua poterna e as janelas abertas comunicam que seus integrantes estão prontos para receber visitantes. 
A estrela é o símbolo das escolas marciais, sendo que seus círculos entrelaçados representam a união das Forças que participaram e venceram o supramencionado conflito nas décadas de 1860/70. As asas aludem a este feito, pois são ornamentos indeléveis da divindade da vitória. 
Embora instituído o “Orphanato” em 1921, somente após a criação do Ministério da Aeronáutica, em 1941, é que se pôde fazer alusão à Força Aérea Brasileira (FAB) como Força coirmã. No entanto, não foi possível acrescentar mais um círculo aos já existentes. Contudo, ela não deixa de estar representada pelas asas que se encontram no Brasão da Fundação. 
O vermelho (goles) tem um marcante significado heráldico, pois representa “valor” e remete ao sangue derramado nos campos de batalha. 
O azul (blau), dentre outras virtudes, lembra a “serenidade”, também demonstrada pelos brasileiros na preservação do território paraguaio ao término da guerra, permitindo que aquele país mantivesse sua soberania.
O cinza claro, que na realidade remete ao metal prata (argento) representa a “esperança”, a “inocência”, a “pureza” e a tão almejada “paz”, que foi conquistada e consolidada entre os países envolvidos na guerra. 
O ouro (jalne) alude à nobreza dos ideais de piedade e assistência. Esses ideais inspiraram os oficiais encarregados dos festejos do centenário do Marechal Manoel Luis Osorio ao sugerirem, em 1907, a criação de um “Orphanato”, cuja finalidade seria cuidar da educação das filhas órfãs dos militares de mar e terra falecidos na Guerra da Tríplice Aliança, a exemplo do que já havia ocorrido em relação aos meninos, com a criação do “Imperial Colégio Militar”. 
Tal ideal foi plenamente atingido em 1º de junho de 1921, dia em que se comemora o aniversário da Fundação Osorio.

## Professores notórios
A Fundação Osorio contou, ao longo de sua história, com professores renomados, entre eles os a seguir listados:
Alberto da Veiga Guignard

## Ex-alunos notórios
A Fundação Osorio contou, ao longo de sua história, com alunos que engrandecem o nome da instituição, entre eles os a seguir listados:
Isabel Fillardis

## Condecorações

### Medalha Fundação Osorio
Regulamentada por meio da Portaria de N° 09-FO, de 28 de julho de 2020, homenageia e distingue profissionais do ensino, instituições, pessoas e autoridades que contribuíram e que contribuem para o engrandecimento da instituição.
Teve a sua entrega, pela primeira vez, dentro do roteiro de solenidades comemorativas do centenário em 2021.

### Prêmio Nabuco de Abreu
Instituído em 1937 pelo  benemérito dr. Mário de Andrade Ramos, em homenagem ao primeiro presidente, Dr. Pedro de Alcântara Nabuco de Abreu, visa congratular os alunos da com melhor rendimento acadêmico.

## Lista de presidentes
- 1924–1942 - Desembargador Pedro de Alcântara Nabuco de Abreu
- 1942–1945 - General Div Cmb Otávio de Azeredo Coutinho
- 1945–1947 - Dr. Rafael Garcia Pardellas
- 1947–1951 - General Ex Cmb Valentim Benício da Silva
- 1951–1970 - Marechal Estevão Leitão de Carvalho
- 1970–1972 - General Cid Silveiro Pacheco
- 1972–1974 - General Antônio de Britto Júnior
- 1974–1988 - Coronel Carlos César Guterres Taveira
- 1988–1993 - General Bda Cmb Amadeu Queiroz Guimarães
- 1993–2003 - Coronel Inf Arivaldo Silveira Fontes
- 2003–2012 - General Ex Cmb  Ney da Silva Oliveira
- 2012–atual - Coronel Art Luiz Sérgio Melucci Salgueiro